# Cymbomorpha atromaculata
Cymbomorpha atromaculata är en insektsart som beskrevs av Goding. Cymbomorpha atromaculata ingår i släktet Cymbomorpha och familjen hornstritar. Inga underarter finns listade i Catalogue of Life.